# 東京工学院日本語学校
東京工学院日本語学校（とうきょうこうがくいんにほんごがっこう）は、留学生の為に存在する、渋谷区の日本語学校である。

## 概要
同じ学校法人の中に東京工学院専門学校と東京エアトラベル・ホテル専門学校があり、推薦入学制度がある。
1971年に日本語教育開始。